# مائع بشري
المائع البشري يعني محتوى النفايات المستخرجة من الأمعاء المعزولة لفحص إنزيمات معينة والببتيدازات والتي تشارك في التقليص المعوي وهضم المركبات.
تعمل بي- بيتيداز الداخلية المعزولة عن المائع البشري على تثبيط نشاط التاخكينينات. وينتج عن الحلمة للمادة بي والبي-بيتيداز الداخلي جزء نشط من المادة بي. ويوجد البيبتيد العصبي النشط والمادة بي في جميع أرجاء الجهاز العصبي المركزي والمحيطي. ولقد تمت دراسة معظمها من أجل معرفة التأثير الانكماشي على الجهاز العضلي المعوي.